# Claude Nicot
Pour les articles homonymes, voir Nicot.
Claude Nicot est un acteur et metteur en scène français, né le 12 février 1925 à Paris où il est mort le 17 novembre 2003.

## Biographie

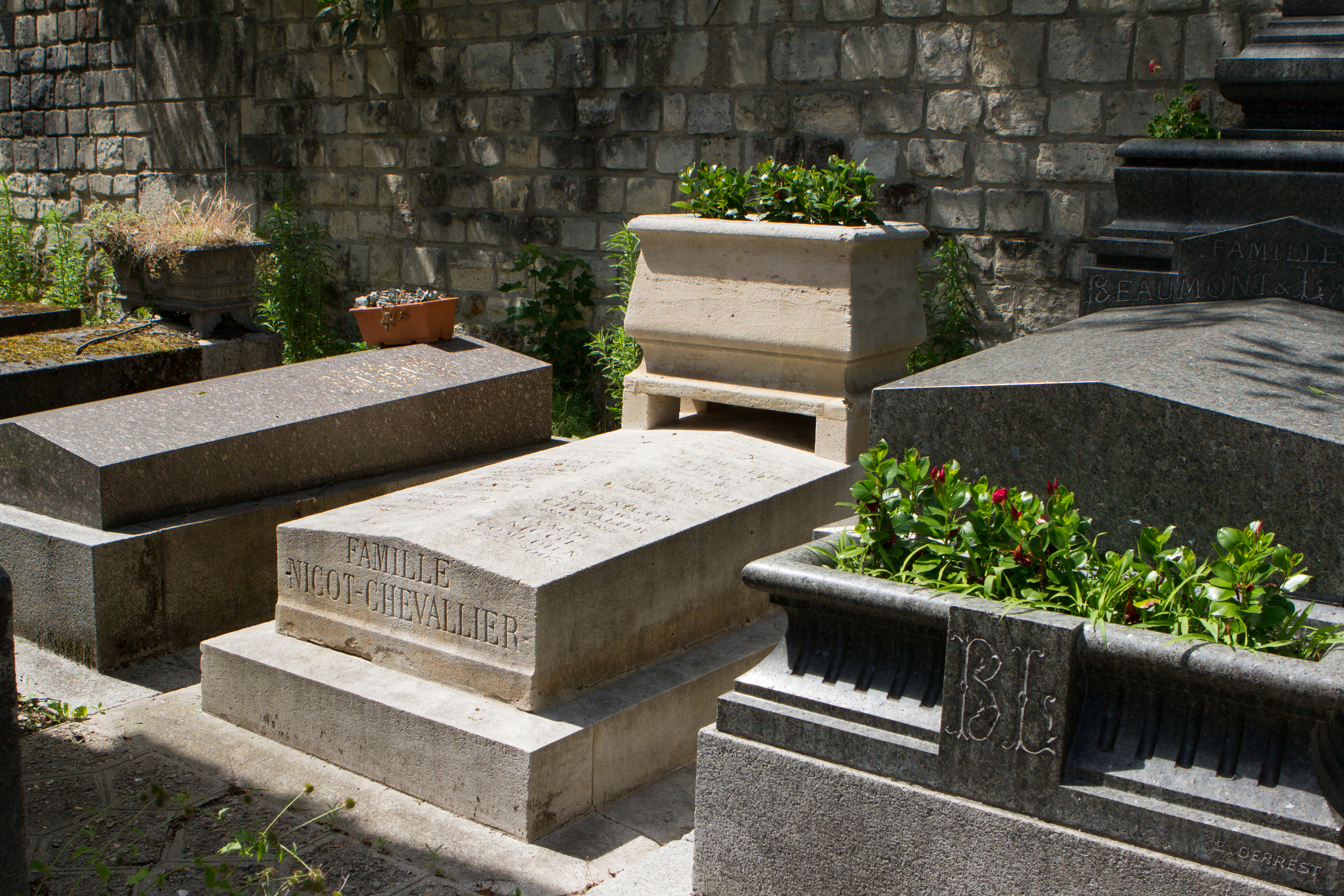
Tombe de Claude Nicot au cimetière du Père-Lachaise (division 79).

Au théâtre, Claude Nicot donne la réplique à Pierre Fresnay et à Jean Vilar. Il crée également Tueur sans gages d'Eugène Ionesco en 1959 au théâtre Récamier.
De 1951 à 1960, il joue le rôle du jeune Théo Courant dans le feuilleton radiophonique Signé Furax, écrit par Pierre Dac et Francis Blanche, puis le rôle de Fandor dans Fantomas sur RTL en 1973, aux côtés de Roger Carel, Alain Mottet, Catherine Rich et Jean Rochefort.
Outre des seconds rôles au cinéma (Huis clos, Le rouge est mis), il tourne dans de nombreux téléfilms (Les Cinq Dernières Minutes, Maigret, etc.). Reconnaissable à son léger défaut de prononciation, il prête aussi sa voix à l'acteur britannique Henry McGee, l'un des partenaires habituels de Benny Hill, à « Boss » Hogg de la série Shérif, fais-moi peur !, à Sam le pirate (1re voix) dans les dessins animés des Looney Tunes et à Garfield dans la série télévisée Garfield et ses amis.
Il a été marié, puis divorcé de l'actrice Barbara Sommers.
Il fut Président de la Mutuelle Nationale des Artistes Dramatiques et Lyriques de 1995 à 2003.
Il meurt le 17 novembre 2003 à 78 ans et est enterré au cimetière du Père-Lachaise (79e division).

## Théâtre
- 1946 : Les Pères ennemis de Charles Vildrac, mise en scène Georges Vitaly, théâtre Édouard VII
- 1946 : Si je voulais de Paul Géraldy et Robert Spitzer, théâtre de la Michodière
- 1947 : Savez-vous planter les choux ? de Marcel Achard, mise en scène Pierre Fresnay, théâtre de la Michodière
- 1949 : Une femme libre d'Armand Salacrou, mise en scène Jacques Dumesnil, théâtre Saint-Georges
- 1950 : La mariée est trop belle de Michel Duran, mise en scène Roland Piétri, théâtre Saint-Georges
- 1951 : Lorsque l'enfant paraît d’André Roussin, mise en scène Louis Ducreux, théâtre de l’Île-de-France, théâtre des Nouveautés
- 1954 : Le Mari, la Femme et la Mort d'André Roussin, mise en scène Louis Ducreux, théâtre des Ambassadeurs, théâtre des Célestins
- 1956 : Le Mari, la Femme et la Mort d'André Roussin, mise en scène Louis Ducreux, théâtre des Célestins, tournée Karsenty
- 1956 : Les Duraton,  Roger Duraton, le fils
- 1957 : Mon cœur balance de Michel Duran, mise en scène Alice Cocéa, théâtre des Arts
- 1957 : Hibernatus de Jean Bernard-Luc, mise en scène Georges Vitaly, théâtre de l'Athénée
- 1958 : Le Système Ribadier de Georges Feydeau, mise en scène Georges Vitaly, théâtre La Bruyère
- 1958 : Le Serment d'Horace d'Henry Murger, mise en scène Georges Vitaly, théâtre La Bruyère
- 1959 : Tueur sans gages d'Eugène Ionesco, mise en scène José Quaglio, théâtre Récamier
- 1959 : La Mort de Danton de Georg Büchner, mise en scène Jean Vilar, TNP théâtre de Chaillot
- 1959 : Le Songe d'une nuit d'été de William Shakespeare, mise en scène Jean Vilar, Festival d'Avignon
- 1959 : Les Précieuses ridicules de Molière, mise en scène Yves Gasc, TNP théâtre de Chaillot
- 1960 : L'Effet Glapion de Jacques Audiberti, mise en scène Georges Vitaly, Théâtre royal du Parc
- 1960 : Le Mariage de Monsieur Mississippi de Friedrich Dürrenmatt, mise en scène Georges Vitaly, théâtre La Bruyère
- 1961 : Les Maxibules de Marcel Aymé, mise en scène André Barsacq, théâtre des Bouffes-Parisiens
- 1964 : Caroline de Somerset Maugham, mise en scène Michel Vitold, théâtre Montparnasse
- 1965 : Le Plus Heureux des trois d'Eugène Labiche, mise en scène Yves Gasc, théâtre des Mathurins
- 1966 : Ange pur de Gaby Bruyère, mise en scène Francis Joffo, théâtre Édouard VII
- 1967 : Tueur sans gages d'Eugène Ionesco, mise en scène Jacques Mauclair, Festival du Marais
- 1970 : Ne réveillez pas Madame de Jean Anouilh, mise en scène de l'auteur et Roland Piétri, Comédie des Champs-Élysées
- 1973 : Tueur sans gages d'Eugène Ionesco, mise en scène Jacques Mauclair, théâtre de l'Alliance française
- 1978 : Hôtel particulier de Pierre Chesnot, mise en scène Raymond Rouleau, théâtre de Paris
- 1979 : La Petite Hutte d'André Roussin, mise en scène de l'auteur, théâtre des Nouveautés
- 1980 : Diable d'homme ! de Robert Lamoureux, mise en scène Daniel Ceccaldi, théâtre des Bouffes-Parisiens
- 1987 : Reine mère de Mainlo Santinelli, mise en scène José Quaglio, théâtre de Poche Montparnasse
- 1989 : Adélaïde 90 de Robert Lamoureux, mise en scène Francis Joffo, théâtre Antoine
- 1991 : La Facture de Françoise Dorin, mise en scène Raymond Gérôme, théâtre des Bouffes-Parisiens
- 1995 : Archibald de Julien Vartet, mise en scène Daniel Colas, théâtre Édouard VII

## Filmographie

### Cinéma
- 1946 : Rouletabille contre la dame de pique de Christian Chamborant
- 1946 : Monsieur Chasse de Willy Rozier : le photographe
- 1947 : Monsieur Vincent de Maurice Cloche : un page
- 1947 : Rouletabille joue et gagne de Christian Chamborant
- 1949 : Un coup dur de Jean Loubignac (court métrage)
- 1949 : Une paire de gifles de Jean Loubignac (court métrage)
- 1949 : Les Amants de Vérone d'André Cayatte : Léo
- 1949 : Piège à hommes de Jean Loubignac : Milo
- 1950 : La Rue sans loi de Marcel Gibaud : Barbet
- 1950 : Justice est faite d'André Cayatte : Roland
- 1950 : Minne, l'ingénue libertine de Jacqueline Audry : le baron Jacques Couderc
- 1951 : Le Passage de Vénus de Maurice Gleize
- 1951 : Mammy de Jean Stelli : le petit ami
- 1951 : Un grand patron d'Yves Ciampi
- 1951 : Les Petites Cardinal de Gilles Grangier : Gaspard
- 1952 : Foyer perdu de Jean Loubignac : Pierre Barbentin
- 1953 : La Belle de Cadix de Raymond Bernard : Robert
- 1953 : La Dame aux camélias de Raymond Bernard : Léon Chambourg
- 1954 : Huis clos de Jacqueline Audry : le liftier
- 1955 : Treize à table d'André Hunebelle
- 1955 : Tant qu'il y aura des femmes d'Edmond T. Gréville : le fils de Sylvain
- 1955 : Les Fruits de l'été de Raymond Bernard : Claude
- 1956 : Les Duraton d'André Berthomieu : Roger Duraton
- 1957 : Le rouge est mis de Gilles Grangier : le jeune homme efféminé
- 1962 : Adorable Menteuse de Michel Deville : Sébastien
- 1964 : Le Repas des fauves de Christian-Jaque : Victor
- 1966 : Le Jardinier d'Argenteuil de Jean-Paul Le Chanois : le patron d'Hilda

### Télévision

#### Téléfilms
- 1959 : Les Maris de Léontine
- 1961 : On vous écrira
- 1961 : Le Médecin volant : Sganarelle
- 1962 : Candide : Candide
- 1963 : Clémentine chérie de Pierre Chevalier : Alain
- 1964 : Le Médecin malgré lui : Valère
- 1966 : Anatole : Anatole
- 1972 : La Bonne Nouvelle : Octave Despinoy
- 1978 : Ça fait tilt d'André Hunebelle : Bernard
- 1981 : Paris-Porto-Vecchio : Pierre

#### Séries télévisées
- 1962 : Théâtre de la jeunesse : Le Fantôme de Canterville : George
- 1962 : Les Cinq Dernières Minutes, épisode C'était écrit de Claude Loursais : le bibliothécaire
- 1962 : L'inspecteur Leclerc enquête de Marcel Bluwal, épisode Le Prix du silence : l'inspecteur Renard
- 1963 : L'inspecteur Leclerc enquête de Claude Barma, épisode Bonjour Commissaire
- 1964 : Les Aventures de Monsieur Pickwick : Winckle Junior
- 1966 : Le Théâtre de la jeunesse, épisode L'Homme qui a perdu son ombre d'Adelbert von Chamisso, réalisation Marcel Cravenne
- 1967 : Le comte Yoster a bien l'honneur, épisode Gangstermemoiren
- 1971 : Madame êtes-vous libre?
- 1975 : Les Cinq Dernières Minutes, épisode Patte et Griffe de Claude Loursais : Fleurot
- 1988 : Les Enquêtes du commissaire Maigret, épisode Le Chien jaune de Pierre Bureau
- 1990 : Maguy (le cousin de Pierre Bretteville, lui-même interprété par Henri Garcin dans deux épisodes
- 1991 : Marie Pervenche, épisodes La Folle Journée du Général Despeck et L’Étoile filante : Gaston d'Etriolles

#### Au théâtre ce soir
- 1966 : J'y suis, j'y reste de Raymond Vincy et Jean Valmy, mise en scène Jean Valmy, réalisation Pierre Sabbagh, théâtre Marigny : Hubert
- 1968 : La Duchesse d'Algues de Peter Blackmore, mise en scène Robert Manuel, réalisation Pierre Sabbagh, théâtre Marigny : Henri
- 1969 : Many d'Alfred Adam, mise en scène Pierre Dux, réalisation Pierre Sabbagh, théâtre Marigny : Henri
- 1969 : La mariée est trop belle de Michel Duran, mise en scène Jacques Mauclair, réalisation Pierre Sabbagh, théâtre Marigny : Gilbert
- 1970 : Le Mari, la Femme et la Mort d'André Roussin, mise en scène Raymond Rouleau, réalisation Pierre Sabbagh, théâtre Marigny : Kiki
- 1973 : Jean-Baptiste le mal-aimé d’André Roussin, mise en scène Louis Ducreux, réalisation Georges Folgoas, théâtre Marigny : Boileau
- 1975 : Mon cœur balance de Michel Duran, mise en scène Claude Nicot, réalisation Pierre Sabbagh, théâtre Édouard VII : Stef et mise en scène
- 1976 : Am-stram-gram d'André Roussin, réalisation Pierre Sabbagh, théâtre Édouard VII : mise en scène uniquement
- 1976 : Le Cœur sous le paillasson d'Harold Brooke et Kay Bannerman, mise en scène Michel Vocoret, réalisation Pierre Sabbagh, théâtre Édouard VII : Jacques
- 1977 : Bonne Chance Denis de Michel Duran, mise en scène Claude Nicot, réalisation Pierre Sabbagh, théâtre Marigny : Blaise et mise en scène
- 1977 : Catherine au paradis d'Yves Chatelain, mise en scène Claude Nicot, réalisation Pierre Sabbagh, théâtre Marigny : Paul
- 1978 : Les Pavés du ciel d'Albert Husson, mise en scène Claude Nicot, réalisation Pierre Sabbagh, théâtre Marigny : Henri-Pierre

## Doublage

### Cinéma
Films
- Anthony Newley dans :
  - La Brigade des bérets noirs (1958) : le soldat « Tigre » Noakes
  - Les Aventuriers du Kilimandjaro (1959) : "Hooky"

- John Standing dans :
  - Rien ne sert de courir (1966) : Julius D. Haversack
  - Le Jardin des tortures (1967) : Leo Winston

- 1940 : L'Oiseau bleu : Grandpa Tyl (Al Shean)
- 1942 : Les Aventures de Tarzan à New York : Manchester Mountford (Chill Wills)
- 1957 : Le Shérif : Jake (Walter Brennan)
- 1960 : Le Rafiot héroïque : J. Johnson (Alvy Moore)
- 1965 : Sept Hommes en or : Bruno Bronte (Renato Terra)
- 1966 : Georgy Girl : Jos Jones (Alan Bates)
- 1966 : Un mort en pleine forme : Morris Finsbury (Peter Cook)
- 1966 : Un homme pour l'éternité : Matthew (Colin Blakely)
- 1967 : Jerry la grande gueule : Studs (Buddy Lester)
- 1974 : Le shérif est en prison : Gabby Johnson (Jack Starrett)
- 1974 : Vers un destin insolite sur les flots bleus de l'été : Pavone Lanzetti (Riccardo Salvino)
- 1974 : Les Casseurs de gang : l'inspecteur Patrick Farrel (Robert Blake)
- 1974 : En voiture, Simone : le général Erhardt (Thorley Walters)
- 1975 : Doc Savage arrive : le major Thomas J. "Long Tom" Roberts (Paul Gleason)
- 1976 : La Loi de la haine : Gant (John Quade)
- 1976 : Nickelodeon : Reginald Kingsley (George Gaynes)
- 1976 : Les Impitoyables : Zeke Clayton (Cody Palance)
- 1980 : Les Blues Brothers : lui-même (Alan "Mr. Fabulous" Rubin)
- 1980 : L'Enfant du diable : le docteur Pemberton (Barry Morse)
- 1980 : Rendez-vous chez Max's : Crochet (Harold Russell)
- 1981 : La Grande Zorro : Don Fernando de San Diego (Jorge Russek)
- 1981 : La Folle Histoire du monde : Marcus Vindictus (Shecky Greene)
- 1982 : J'aurai ta peau : Lundee (William G. Schilling)
- 1983 : L'Homme aux deux cerveaux : le réceptionniste (David Byrd)
- 1983 : La Quatrième Dimension : M. Weinstein (Martin Garner)
- 1984 : Les Aventures de Buckaroo Banzaï à travers la 8e dimension : Bubba (James Keane (en))
- 1984 : Haut les flingues ! : Tuck (Tab Thacker)
- 1984 : Dreamscape : Charlie Prince (George Wendt)
- 1985 : Transylvania 6-5000 : Mac Turner (Norman Fell)
- 1986 : Nuit de noce chez les fantômes : tante Kate (Dom DeLuise)
- 1993 : Beethoven 2 : Steve (William Schallert)
- 1993 : Denis la Malice : le photographe (Arnold Stang)
- 1993 : Malice : George Sullivan (William Duff-Griffin)
- 1994 : Aux bons soins du docteur Kellogg : Poultney Dab (Roy Brocksmith)
- 1996 : Fantômes contre fantômes : le juge (John Astin)
- 1996 : Pinocchio : le professeur (John Sessions)
- 1998 : Vous avez un message : Schuyler Fox (John Randolph)

Films d’animation
- 1962 : Chat, c'est Paris : Un vieux chat (Doublage tardif, 1988)
- 1981 : Le Monde fou, fou, fou de Bugs Bunny : Daffy Duck / Satan / Le Grand Méchant Loup (dialogues exclusifs au film) / Le cochon pianiste (1er doublage, 1990)
- 1982 : Le Paquet qui parle : Ethelred le crapaud espion
- 1985 : La Dernière Licorne : Le fermier
- 1986 : Babar et le Père Noël : Rataxès
- 1999 : Doug, le film : M. Dink / Swirley / Le narrateur de Cailleman

### Télévision
Téléfilms
- 1980 : Au temps de la guerre des étoiles : Saun Dann (Art Carney)

Séries télévisées
- 1966 : Le Frelon vert (Doublage tardif, 1986) : Mike Axford (Lloyd Gough)
- 1967 : Batman : Le Joker (Cesar Romero, 2e voix)
- 1969-1989 : The Benny Hill Show : divers rôles secondaires (Henry McGee)
- 1975 : Starsky et Hutch : le conseiller Brown
- 1979-1985 : Shérif, fais-moi peur : Boss Hogg (Sorrell Booke)

Séries d'animation
- 1940-1964 : Bugs Bunny : Personnages secondaires
- 1946-1954 : Charlie le coq : Bernie le chien
- 1950 : Sam le pirate : Sam le pirate (La Révolte de Bunny et Le lapin est en prison, 1er doublage)
- 1968 : Les Aventures de Batman (Doublage tardif, 1989) : Simon le roi de la tarte (1re voix)
- 1975 : Astro et Luno[4] : Astro
- 1977 : Les Nouvelles Aventures de Batman : Le Pingouin (1re voix) / Narrateur (épisodes 1 et 2)
- 1981 : Les Contes du Serpent à Plumes [5] : Narrateur
- 1981 : Bouba : Narrateur (1er doublage)
- 1982 : Les Contes des Prés et des Bois[6] : Narrateur
- 1983 : Les Contes de Grimm : Divers personnages
- 1986 : Snorky : Narrateur / Astral
- 1987 : Ghostbusters : Le poste de télé / Frayor / Voix additionnelles
- 1988-1994 : Garfield et ses amis : Garfield
- 1993 : Inspecteur Poisson : Doc
- 1993-1994 : Spirou : Caténaire
- 1994-1999 : Doug : Bud Dink
- 1994 : Dragon Quest : La Quête de Daï : Blass / Zaboera
- 1999 : Les Renés : Triple Menton